# Затон (Воронежская область)
Затон — село в Воробьёвском районе Воронежской области России.
Входит в состав Солонецкого сельского поселения.

## География

### Улицы
- ул. Гагарина,
- ул. Кирова,
- ул. Ленина,
- ул. Октябрьская,
- ул. Степная.

## История
Село Затон - сравнительно молодой: он возник только в 1960-х годах. Свое название получил по фамилии первых жителей по фамилии Затонские.
Начиная с середины 18 столетия в этих местах был небольшой хутор с несколькими домами и часовней в центре. Жители этих мест занимались скотоводством, земледелием и рукоделием.
В 1929 года на территории будущего села Затон был колхоз. В этом же году здесь открылась школа колхозной молодежи.
С образованием села стала развиваться инфраструктура. Были построены магазины, Дом культуры, отделение связи, заасфальтированы дороги. В 2006 году в село был проложен газопровод.

## Население
| 2010 |
| ---- |
| 732  |